# ウェブリー&スコット セルフローディングピストル
ウェブリー&スコット セルフローディングピストルは20世紀初頭にイギリスのウェブリー&スコット社が開発した自動拳銃である。

## 歴史
ウェブリー&スコット セルフローディングピストルが開発された当時のイギリスでは依然としてウェブリー・リボルバーなど回転式拳銃が主流であったが、1911年に本銃の.32ACP弾仕様がロンドン警視庁に採用され、翌年の1912年には455ウェブリーオート弾仕様がMk.Iとしてイギリス軍に採用された。イギリス陸軍は自動拳銃の導入に積極的ではなかった為、軍に納入されたMk.Iの大半は海軍用に製造されたMk.I Navy（MK.IN）であった。Mk.INはイギリス海軍で初めて採用された自動拳銃となり、第一次世界大戦中には約8000丁が購入された。
また、第一次世界大戦勃発後は限定的な運用ではあるものの、王立騎馬砲兵隊と王立陸軍航空隊にも採用された。 
なお、イギリス軍は第一次世界大戦後に制式拳銃を従来の回転式拳銃に戻した為、その後の軍への納入は中止された。

## 概要
この拳銃は長く突き出した銃身と、銃把の後面に大きくせり出したグリップセーフティーレバーが特徴的な外見を持つ。後退した遊底を押し戻す復座ばねには一般的なコイルばねではなく、銃把の右側面に設けられた松葉ばねが用いられている。
弾倉を固定するマガジンキャッチボタンは銃把の下面にある。弾倉を完全に挿入すると通常の自動式拳銃として使えるが、弾倉を完全挿入から数ミリ手前の位置で固定することもできる。
この場合には一発射撃するごとに遊底が後退位置で止まり、その度に排莢口から新しい弾薬を入れ、遊底を手動で閉じる必要がある。これは当時の軍用ボルトアクションライフルに見られたマガジン・カットオフ機能に相当する。

## 問題と改良
Mk.Iで使用されていた.455ウェブリーオート弾は、装薬としてコルダイトを使用していた。しかしコルダイトはバレル内に燃えかすを残存させやすく作動不良が頻発する原因となった。1914年に.455カートリッジの装薬をニトロセルロースに変更したことで作動不良の問題は解決されている。 この新しい弾薬はMark.IZと呼ばれた。